# 2 (album)
2 je druhé studiové album americké blues rockové a hard rockové hudební skupiny Black Country Communion. Album produkoval Kevin Shirley, který produkuje alba významných skupin, jako jsou i Iron Maiden nebo Journey.

## Seznam skladeb
| Pořadí         | Název                         | Hudba                                                          | Text              | Délka |
| -------------- | ----------------------------- | -------------------------------------------------------------- | ----------------- | ----- |
| 1.             | The Outsider                  | Hughes, Bonamassa, Sherinian, Shirley                          | Hughes            | 4:23  |
| 2.             | Man in the Middle             | Hughes, Bonamassa, Shirley                                     | Hughes            | 4:35  |
| 3.             | The Battle for Hadrian's Wall | Hughes, Bonamassa, Shirley                                     | Bonamassa         | 5:11  |
| 4.             | Save Me                       | Bonham, Chris Blackwell, Bonamassa, Sherinian, Hughes, Shirley | Hughes, Bonham    | 7:43  |
| 5.             | Smokestack Woman              | Hughes                                                         | Hughes            | 5:10  |
| 6.             | Faithless                     | Hughes, Bonamassa, Shirley                                     | Hughes            | 5:12  |
| 7.             | An Ordinary Son               | Hughes, Bonamassa, Shirley                                     | Bonamassa, Hughes | 7:59  |
| 8.             | I Can See Your Spirit         | Hughes, Bonamassa, Shirley                                     | Hughes            | 4:12  |
| 9.             | Little Secret                 | Hughes                                                         | Hughes            | 6:59  |
| 10.            | Crossfire                     | Hughes                                                         | Hughes            | 6:03  |
| 11.            | Cold                          | Hughes, Bonamassa, Shirley                                     | Hughes            | 6:55  |
| Celková délka: | Celková délka:                | Celková délka:                                                 | Celková délka:    | 64:17 |

## Sestava
- Glenn Hughes – zpěv & baskytara
- Joe Bonamassa – kytara & zpěv
- Jason Bonham – bicí, Bicí nástrojperkuse
- Derek Sherinian – klávesy
- Kevin Shirley – producent